# Camp de concentration de Welzheim
Le camp de concentration de Welzheim était situé dans la ville de Welzheim à l'est de Stuttgart.

## Présentation
C'est en 1935 que la Gestapo de Stuttgart a transformé la prison centrale de Welzheim en camp de concentration. 
Karl Bergmann y a été le premier détenu (il portait le numéro 1).
Un autre détenu célèbre du camp de Welzheim est le futur officier SS (mais opposant à la Shoah) Kurt Gerstein qui y passa six semaines durant l'été 1938, alors qu'il était accusé de haute trahison (pour avoir prétendument participé à un complot monarchiste) : il considère son expérience à Welzheim comme la plus pénible qu'il ait vécue jusqu'alors et en restera marqué dans son corps et son esprit pour toujours (diabète, tension nerveuse).
Début mai 1945, les gardiens ont fui, après avoir détruit toutes les archives du camp. Lorsqu'on demanda à un détenu après 1945 s'il y avait une chambre de torture à Welzheim, il répondit que tout le camp était un lieu de torture.
Le camp a été évacué le 25 avril 1945. Une "marche de la mort" devait les conduire vers le lac de Constance puis les Alpes de l'Ötztal. Aucun déporté ne devait tomber vivant aux mains des troupes alliées.
De 1935 à 1940 le fondateur et le commandant du camp a été Karl Buck, SS numéro 490187. De 1940 à 1945 le commandant du camp a été Hermann Eberle membre de la SS depuis 1934. Hermann Eberle s'est suicidé en 1949.
Deux anciens détenus ont témoigné de leur séjour à Welzheim : il s'agit de Julius Schätzle et Friedrich Schlotterbeck, seul survivant du groupe de résistance au Nazisme de Stuttgart-Luginsland.

### Sources
- (de) Cet article est partiellement ou en totalité issu de l’article de Wikipédia en allemand intitulé « KZ Welzheim » (voir la liste des auteurs).